# Manuel Ruiz Pérez
Manuel Ruiz Pérez, anche noto come Manolo Ruiz (Jerez de la Frontera, 3 dicembre 1962), è un allenatore di calcio ed ex calciatore spagnolo, di ruolo portiere.

## Carriera

### Giocatore
Esordì nello Xerez Club Deportivo, squadra della sua città natale, in Segunda División B.
Nel 1982 si trasferì al Real Saragozza che lo impiegò come portiere di riserva per la prima squadra e come titolare per la squadra filiale del Deportivo Aragón.
Debuttò nella Liga spagnola il 4 dicembre 1983 al Camp Nou contro il Barcellona, quando l'allenatore Leo Beenhakker lo mandò in campo nel secondo tempo per sostituire il portiere titolare Eugenio Vitaller, la partità termino sul risultato di 0-0.
Il 22 ottobre 1986 giocò la sua prima e unica partita internazionale in Coppa delle Coppe contro il Wrexham FC. La partita, valida per l'andata degli ottavi di finale, terminò 0-0.
Nella stagione 1987-1988 fu ceduto in prestito al Deportivo La Coruña come terzo portiere dietro Jorge García Santos e Fernando Iglesias Chamorro.
Rientrato in Aragona, fu il terzo portiere del Real Saragozza fino al 1990.
Nella stagione 1990-1991 giocò al Levante, in Segunda División, alternandosi tra i pali con Eugenio Vitaller, che era stato suo compagno di squadra anche al Real Saragozza.
Successivamente militò in Segunda División B, difendendo la porta di Estepona, Almería e Melilla.
Chiuse la carriera da giocatore nella stagione 1996-1997 all'Atlético Sanluqueño Club de Fútbol.

### Allenatore
Dopo il ritiro entrò nello staff dello Xerez dove lavorò con l'allenatore Bernd Schuster. 
Dal 2004 al 2011 fu vice di Bernd Schuster sulle panchine di Levante, Getafe, Real Madrid e Beşiktaş.
Vinse con il Real Madrid la Primera División 2007-2008 e la Supercoppa di Spagna 2008.
Dopo l'esperienza in Turchia non lavorò più come vice di Schuster, andando a intraprendere una carriera individuale da allenatore.
Nella stagione 2015-2016 allenò la Real Balompédica Linense, in Segunda División B, subentrando a Rafael Escobar Obrero alla diciannovesima giornata e chiudendo il campionato all'11º posto in classifica.
Nella stagione 2016-2017 venne esonerato dopo 13 giornate.
Nel 2017 subentrò a stagione in corso sulla panchina dell'Extremadura Unión Deportiva, in Segunda División B. Dopo 16 partite alla guida del club fu sostituito da Rafael Martín Vázquez.
Nel 2019 ebbe una breve parentesi al Club Deportivo El Ejido, in Segunda División B.

## Palmarès

### Giocatore

#### Competizioni nazionali
- Coppa di Spagna: 1

Real Saragozza: 1985-1986